# 苄非他明
苄非他明（英语：Benzphetamine），商品名为Didrex，是一种替代苯丙胺，可短期与医生批准的低热量饮食、锻炼和行为计划一起使用，以减轻体重。它适用于仅靠运动和节食无法减肥的肥胖症患者。它是右旋苯丙胺和右旋甲基苯丙胺的前体药物。
苄非他明是一种厌食药物，主要通过降低食欲来促进体重减轻。它还会略微增加新陈代谢。

## 药理学
苄非他明是一种拟交感神经胺，被归类为厌食药物。该药物的主要功能是降低食欲，从而减少热量摄入。
虽然拟交感神经食欲抑制剂治疗肥胖症的作用机制尚不完全清楚，但这些药物的药理作用与苯丙胺类相似。苯丙胺和相关的拟交感神经药物（如苄非他明）被认为会刺激下丘脑外侧摄食中枢神经末梢的储存部位释放去甲肾上腺素和/或多巴胺，从而导致食欲下降。这种释放是通过苄非他明与VMAT2的结合并抑制其功能来介导的，从而导致这些神经递质通过其再摄取转运蛋白释放到突触间隙中。已证明该类别的所有药物具有快速耐受性和耐受性。
苄非他明的半衰期为4至6小时。

## 禁忌症
晚期动脉硬化、有症状的心血管疾病、中度至重度高血压、甲状腺机能亢进、对拟交感胺类药物过敏或特异质、青光眼或最近使用过MAOI的患者禁用苯丙胺。苯丙胺不应给予情绪激动或有药物滥用史的患者。

## 受管制物质分类
苄非他明在美国被归类为附表III药物。这非常独特，因为苯丙胺家族的大多数成员都被归类在监管更为严格的附表II中。苄非他明在人体中代谢为苯丙胺和甲基苯丙胺，使其成为在体内转化为成瘾性更高和有滥用潜力的物质的众多药物之一。